# Mathieu Faivre
Mathieu Faivre, född den 18 januari 1992 i Nice, är en fransk alpin skidåkare, som specialiserat sig på slalom och storslalom men som även tävlar i övriga discipliner. 
Faivre gjorde sin världscupdebut den 12 mars 2010 i storslalom i Garmisch-Partenkirchen. Han har två medaljer från juniorvärldsmästerskapen – guld 2010 i Les Houches och brons 2011 i Crans Montana.
Han deltog i OS 2014 i Sotji och i VM 2013 i Schladming, dock utan större framgångar. 
Hans framgångar under 2015 i världscupen har varit relativt goda, med 6 placeringar bland de 10 bästa.